# Guido Kutscher
Guido Kutscher (* 1970 in Brandenburg an der Havel) ist ein deutscher Ruderer und ehemaliger Deutscher Meister.

## Leben und Wirken
Guido Kutscher kam 1981 mit elf Jahren zum Rudern. Sein erster Verein war die BSG Motor Plaue in seiner Heimatstadt Brandenburg an der Havel. 1986 wurde er in der Altersklasse 15/16 DDR-Meister im Achter und wechselte zum ASK Vorwärts Rostock. Nach seiner Rückkehr zur BSG Motor Plaue wurde Kutscher 1988 im Jugendbereich DDR-Meister im Vierer ohne Steuermann und im Vierer mit Steuermann und gewann die Bronzemedaille im Achter. Zwischenzeitlich wechselte Guido Kutscher zur BSG Rotation Berlin.
Nach der Wende und friedliche Revolution in der DDR ging Guido Kutscher nach Herdecke und schloss sich dem RC Westfalen Herdecke an. Aufgrund seiner nicht abgerissenen Verbindungen in seine Heimatstadt Brandenburg baute er eine feste Trainings- und Wettkampfpartnerschaft zu Lars Beilfuß vom Ruder-Club-Havel Brandenburg auf. Beide bildeten in den späten 1990er Jahren bis in die frühen 2000er eine Renngemeinschaft. 1998 gewannen sie mit der Steuerfrau Grit Paschedag bei der Deutschen Meisterschaft die Silbermedaille im Zweier mit Steuermann und 1999 die Deutsche Meisterschaft. Im selben Jahr fuhren Kutscher und Beilfuß beim Ruder-Weltcup auf dem Rotsee bei Luzern auf den Bronzerang.
2000 erlitt Guido Kutscher beim Schifahren eine schwere Knieverletzung. Dennoch verteidigten er und Lars Beilfuß in diesem Jahr den Titel als Deutsche Meister. Steuermann war Udo Kühn. In der Folge beendete Kutscher wegen der Knieverletzung jedoch seine Leistungssportkarriere und begann 2001 eine Trainertätigkeit beim RC Westfalen Herdecke. Weiterhin ist er Landestrainer des Landesruderverbandes Berlin.

## Erfolge
- Deutscher Meister in der Bootsklasse Zweier mit Steuermann 1999 und 2000
- Deutscher Vizemeister in der Bootsklasse Zweier mit Steuermann 1998
- Bronzerang beim Ruder-Weltcup in Luzern in der Bootsklasse Zweier mit Steuermann 1999